# Unión del Fútbol del Interior
La Unión del Fútbol del Interior, más conocida como UFI, es una asociación afiliada a la Asociación Paraguaya de Fútbol que se encarga de organizar y dirigir el fútbol fuera de Asunción, específicamente en los distintos Departamentos de Paraguay. Fue fundada como tal el 26 de mayo de 1959, pero la historia de sus inicios se puede remontar al primer Campeonato Nacional de Interligas en 1927.
El primer presidente de la entidad fue el señor Lorenzo Ventre.
La UFI está constituida por los clubes y ligas que son parte de las Federaciones Departamentales de Fútbol en los distintos departamentos del Paraguay. 
En el 2019, los registros de la UFI mostrá un total de 2211 clubes afiliados, organizados en 194 ligas y aglutinados en 17 federaciones.

## Campeonatos
Desde el año 1998 para los clubes y desde el 2008 para las selecciones del interior del Paraguay, los torneos organizados por la UFI otorgan cupos de ascenso a la Segunda División de Paraguay, regida por de la Asociación Paraguaya de Fútbol. 
El más antiguo y principal torneo organizado por la UFI es el Campeonato Nacional de Interligas, disputada entre las selecciones de las diferentes Ligas regionales y que desde el 2008, otorga al campeón el ascenso a la Segunda División. 
El otro torneo en importancia es el campeonato de la Primera División B Nacional en la que compiten tanto selecciones como clubes y que en los años impares ofrece un cupo directo de ascenso a la Segunda División, mientras que en los años pares solo otorga medio cupo. Ambos torneos son considerados de la Tercera División en la pirámide organizacional del fútbol paraguayo. 
Desde el año 1998 hasta el 2007 organizó la Copa de Campeones de la UFI, que fue un campeonato predecesor de la Primera División B Nacional.
En el 2017 se organizó una nueva Copa, la Copa de Campeones UFI.

### Fútbol femenino
La UFI promocionando el deporte femenino, organiza desde 2014 el Campeonato Nacional de Interligas Femenino.

## Federaciones
Hay un total de 17 federaciones afiliadas a la UFI, una en cada departamento del Paraguay. Las federaciones se encargan de organizar las ligas y torneos de clubes locales en sus respectivos departamentos.

### Lista de las Federaciones
| Federación                                                  | Sede                 |
| ----------------------------------------------------------- | -------------------- |
| Federación de Fútbol Primer Departamento Concepción         | Concepción           |
| Federación de Fútbol Segundo Departamento San Pedro         | San Pedro            |
| Federación de Fútbol Tercer Departamento Cordillera         | Caacupé              |
| Federación de Fútbol Cuarto Departamento Guairá             | Villarrica           |
| Federación de Fútbol Quinto Departamento Caaguazú           | Coronel Oviedo       |
| Federación de Fútbol Sexto Departamento Caazapá             | Caazapá              |
| Federación de Fútbol Séptimo Departamento Itapúa            | Encarnación          |
| Federación de Fútbol Octavo Departamento Misiones           | San Juan Bautista    |
| Federación de Fútbol Noveno Departamento Paraguarí          | Paraguarí            |
| Federación de Fútbol Décimo Departamento Alto Paraná        | Yguazú               |
| Federación de Fútbol Undécimo Departamento Central          | Itauguá              |
| Federación de Fútbol Duodécimo Departamento Ñeembucú        | Pilar                |
| Federación de Fútbol Decimotercer Departamento Amambay      | Pedro Juan Caballero |
| Federación de Fútbol Decimocuarto Departamento Canindeyú    | Puente Kyhá          |
| Federación de Fútbol Decimoquinto Departamento Pte. Hayes   | Villa Hayes          |
| Federación de Fútbol Decimosexto Departamento Alto Paraguay | Fuerte Olimpo        |
| Federación de Fútbol Decimoséptimo Departamento Boquerón    | Filadelfia           |

### Lista de ligas regionales
Ver Anexo:Ligas regionales de fútbol en Paraguay

## Presidentes
Unión del Fútbol del Interior
| Nombre                  | Período       |
| ----------------------- | ------------- |
| Javier Vera             | 2007-2011     |
| Enrique Benítez Mendoza | 2011-2019     |
| Óscar Obdulio Ramírez   | 2019-presente |

## Futuro Estadio
En septiembre de 2016 se aprueba la adquisición de un predio de 7,5 hectáreas en la zona de Cerro Guy de la ciudad de Ypacaraí, para lo que sería a futuro el estadio propio de la entidad. Todo esto con apoyo de la Asociación Paraguaya de Fútbol.